# Prapovijesna tehnologija
Prapovijesna tehnologija, tehnologija koja potječe iz vremena prije pisane povijesti. Povijest označuje istraživanje prošlosti s pomoću pisanih zapisa, a sve što prethodi prvim pisanim povijesnim izvješćima pripada prapovijesti, uključujući rane tehnologije. Početak tehnologije, a time i prapovijesti, označili su najraniji hominidi koji su rabili kameno oruđe, što se zbilo prije oko 2,5 milijuna godina. Kameno im je oruđe vjerojatno služilo za paljenje vatre, lov i pokapanje svojih umrlih.
Nekoliko je faktora koji su učinili evoluciju prapovijesne tehnologije mogućom ili nužnom. Jedan od ključnih faktora jest bihevioralni modernitet visokorazvijena mozga Homo sapiensa sposobna za apstraktno razmišljanje, jezik, introspekciju i rješenje problema. Nastanak poljoprivrede rezultirao je promjenama u načinu života, koji se od nomadskog sve više preobražava u život u nastambama, s domesticiranim životinjama i zemljom obrađenom s pomoću sve raznolikijeg i sofisticiranih oruđa. Tijekom prapovijesnih perioda razvile su se umjetnost, arhitektura, glazba i religija.

## Tehnologija starijeg kamenog doba
Korijen tehnologije je u biološkoj evoluciji, koja je čovjeku dala dva ključna alata: slobodne ruke sposobne za hvatanje i govor. Osim toga, alate koriste i neke životinje, a kulturalno prenošenje tog umijeća s naraštaja na naraštaj se povremeno javlja među majmunima, napose čovjekolikim. Premda je uporaba alata primijećena kod više vrsta životinja, najčešće se radi o instinktivnom ponašanju. No čimpanze u divljini ponekad love termite pomoću grančice koju pripremaju u tu svrhu ili razbijaju ljuske plodova kamenom. To ponašanje nije instinktivno, već ga majke prenose na mladunce podukom. Stoga se ono mora smatrati kulturnom pojavom, koja uz to ima i regionalno obilježje, jer je zamijećena samo kod nekih populacija. Čimpanze također posjeduju znanje o ljekovitim biljkama koje se prenosi podukom.
No važno je razlučiti uporabu alata od izradbe alata: neki se predmeti mogu koristiti kao alatke i prije nego što se alat počne namjenski izrađivati. Po svemu što znamo ljudi su jedina živa bića koja oblikuju alat za izradbu drugih alata. Nikad nije primijećena čimpanza koja namjerno lomi kamen, niti ih se uspjelo naučiti da to čine na način na koji su rani ljudi izrađivali kameni alat. Pokusi pokazuju da čimpanze mogu naučiti koristiti kamenu oštricu, ali ne posjeduju mentalne i anatomske sposobnosti potrebne za njenu izradbu. Tijekom jednog se je pokusa čimpanzu uspjelo naučiti da udaranjem kamena o kamen ili bacanjem kamena na tvrdi pod dobije oštri odbojak (tanji komadi kamena odbijeni od kamene jezgre), ali ju se nije uspjelo naučiti da uoči važnost kuta lomljenja u proizvodnji odbojaka. Zato su kamene jezgre od kojih je odbijala odbojke više sličile prirodno razlomljenim komadima kamena. Takvi pokusi navode na zaključak da su izrađivači ranoga kamenoga oruđa posjedovali spoznajne sposobnosti i razumijevanje tehničkih načela izradbe alata znatno veće od onih koje mogu razviti današnji čovjekoliki majmuni.

### Australopiteci i upotreba alata
Australopiteci su vjerojatno, za razliku od čimpanzi, imali mentalnu i biomehaničku sposobnost izrade alata, no zasad nema nalaza koji bi izravno potvrdili da su namjerno izrađivali kamene alatke. Vjerojatno su, kao što je slučaj s nekim životinjama, koristili kamenje pri gnječenju, mrvljenju i razbijanju. U rijekama se pak mogu naći prirodno razbijeni oblutci s oštrim rubom, koji su mogli služiti za rezanje materijala poput kože. No uz ostatke australopiteka nisu nađeni alati načinjeni od kamena.
Ipak, vrlo je zanimljivo da su na nalazištu Bouri u Etiopiji, u sloju iz kojeg potječu nalazi vrste Australopithecus garhi, pronađene životinjske kosti s tragovima razbijanja i rezanja pomoću kamenoga alata. Premda nema dokaze da su te alate koristili pripadnici ove vrste, samo je po sebi važno da je potvrđena uporaba takva alata prije 2,5 milijuna godina. U okolici toga nalazišta nema sirovina prikladnih za izradbu takvog alata, ali je na obližnjem nalazištu Kada Gona (također u Etiopiji) nađeno najstarije poznato kameno oruđe (staro također između 2,6 i 2,5 milijuna godina). Iskopano je više od tisuću kamenih nalaza, a dvostruko više ih je skupljeno s površine. Radi se o odbojcima oštrih rubova (obično tanji komadi kamena odbijeni od kamene jezgre) i jezgrama (komad kamena od kojeg su namjerno i namjenski odbijani odbojci). No uz te najdrevnije poznate litičke predmete od crnog kvarcita nisu nađeni fosili hominina koji su ih mogli izraditi. No istodobnost i blizina nalaza nameću pitanje je li Australopithecus ghari bio prvi hominin koji je izrađivao kameni alat. Nove podloge toj raspravi svakako daju nalazi objavljeni 2010. Naime, na nalazištu Dikika u Etiopiji nađene su kosti oštećene rezanjem i razbijanjem, a stare oko 3,4 milijuna godina.

### Homo habilisi upotreba alata
Prvi fosil hominina pouzdano povezan s kamenim izrađevinama pripada Homo habilisu (vještom čovjeku), a star je oko 2,3 milijuna godina (nalazište Hadar u Etiopiji). Dok su morfološke inovacije proizvod evolucije, sada nailazimo na prvi izum, na novost koja proizlazi iz uma, a to je klesani kamen – kamenom treba namjerno udariti drugi kamen da bi se dobio oštar rub. Homo habilis je suvremenik australopitekom i tjelesno mu je sličan, ali s većim mozgom. Naziv je dobio po tome što je izrađivao i koristio primitivni alat (od kamena, a vjerojatno i od drva i drugih manje trajnih materijala). Valja uočiti da je čovjekom (homo) nazvano tek ono dvonožno biće za koje pouzdano znamo da je izrađivao alat, što ukazuje na našu svijest o dubokoj povezanosti čovjeka i tehnologije.

### Oldovanska kultura
Oldovanski je alat dobio ime prema klancu Olduvai (Oldowan) u Tanzaniji. S nalazišta Oldovai potječu razni oblici jezgri i odbojci, a tipični alat je sjekač. Sjekači i sjeckala su s jedne strane jezgre za proizvodnju jednostavnih odbojaka, ali isto tako i alat za udaranje (oštrica može poslužiti za razbijanje kostiju kako bi se iz njih izvadila srž). Izrađuju se tako da se oblutak pri rubu udari drugim kamenom, što se ponavlja nekoliko puta kako bi se dobio oštar rub. Dobiveni odbojci se pak mogu uporabiti za rezanje (iskustveno je pokazano da se pomoću takvih odbojaka može raskomadati slona). Izrada sjeckala je nešto zahtjevnija.

### Ašelejenska kultura
Homo erectus (uspravan čovjek) je nastavio obrađivati rubove oblutaka, dobivši alat izrađen sa svih strana u obliku badema. Te alatke paleoantropolozi zovu amigdaloidima, prema grčkoj riječi za badem. Oni pripadaju ašelejenskoj kulturi (nazvanoj prema nalazištu Saint-Acheul, predgrađu Amiensa u sjevernoj Francuskoj gdje je prvi put prepoznata), koja se je razvila iz oldovanske kulture u Africi prije otprilike 1,7 milijuna godina i uglavnom nepromijenjena trajala do prije otprilike 250 000 godina. Tipični ašelejenski alat je šačnik, obostrano oblikovana alatka klinasta ili bademasta oblika, koja se ponekad naziva ručna sjekira (eng. handaxe) ili ručni klin (njem. faustkeil). Načinjen je od kremena ili drugog kamena na kojem se može napraviti oštrica (pješčenjak, rožnjak, škriljevac, bazalt, ovisno o području). Takav je alat nađen u Africi, Europi i Aziji. 
Osim šačnika u ašelejenskoj kulturi nalazimo, premda rjeđe, sjekire (jedan rub je neobrađena oštrica, a bočni rubovi su obrađeni, tako da ima oblik slova U – mogle su služiti za komadanje mesa i sječu drva), strugala (alatka s obradbom na jednom ili više rubova, koja najčešće čini izbočenu, ravnu ili udubljenu poluoštricu), udupke (alatka s urezom na rubu) i drugo. Dok je namjena različitih ašelejenskih alatki izrađenih na odbojcima uglavnom jasna, o namjeni šačnika još nema suglasja među znanstvenicima. Mnogi pak u tom alatu vide višenamjensku alatku korištenu za rezanje, struganje, sječenje, kopanje i drugo. Pokusi pak pokazuju da je njegov oblik najpogodniji za rezanje velikih sisavaca, a mikroskopske analize rubova ukazuju na tragove istrošenosti koji pri tome nastaju. Osim kamena, Homo erectus je vješto obrađivao i drvo. U Njemačkoj su pronađeni mnogobrojni dobro očuvani drveni nalazi, a među njima i ostatci drvenih kopalja stari oko 400 000 godina, što su najstariji poznati primjerci lovačkoga oružja.

### Vatra
Korištenje vatre je pouzdano potvrđeno na nalazištima mlađim od 250 000 godina, ali se obično smatra da se je vatrom ovladalo mnogo ranije. Vjerojatno Homo erectus nije znao upaliti vatru, no znao je kako ju dugo održavati. Vatra ima ulogu pri pripremanju jela, ali od jednake je važnosti, a možda i veće, činjenica da ona oslobađa od hladnoće i mraka. Kontrola vatre je ključna nova tehnologija za čovječanstvo. Vatra daje toplinu. Ona omogućuje migracije u područja hladnije klime, otvara čovjeku za naseljavanje velika područja, inače negostoljubiva i nenaseljiva. Vatra daje umjetnu svjetlost. Proteže čovjekovu aktivnost u noć i na mračna mjesta poput spilja. Vatra nudi zaštitu od divljih životinja. Vatra omogućuje pripremu hrane, što skraćuje vrijeme i smanjuje napor potreban za jedenje i probavu. Vatrom se mogu otvrdnuti drveni alati. Vatra služi kao okupljalište, središte društvenih i kulturnih odnosa. Praktično poznavanje vatre dalo je čovjeku veći stupanj upravljanja nad prirodom. 
Tek oko 3000. pr. Kr. je ovladano pouzdanim tehnikama paljenja vatre (kremen, paljenje pomoću trenja drvaca vrtnjom). 

### Musterijenska kultura
Za neandertalce je tipična musterijenska kultura (prema francuskom nalazištu Le Moustier). Nalazi su brojni i rasprostrti širom Europe. Starost tih nalaza je u rasponu od 200 000 godina do 30 000 godina. Musterijenske rukotvorine su pronađene i u Aziji i Africi, a neke neandertalske rukotvorine nisu musterijenske, te ne vrijedi posve jednakost musterijensko je neandertalsko. U slučaju kamenoga alata se opaža da se posve ovladalo lomljenjem kamena. Predmeti imaju precizan i istančan oblik, te jasno odgovaraju različitom alatu. Može se naići na šiljke trokutastih stranica koji se mogu zataknuti u držak i pretvoriti u koplje. Koža se čistila strugalicama. Alati za rezanje su bili tanki, dvostranični i dotjerani. Ostale alatke bili su nazubljene kao što su pile i noževi. Istraživanja pokazuju da su neandertalci raspolagali sa šezdesetak različitih tipova kamenih alatki. Različite analize pokazuju da je meso bilo ključan i univerzalan izvor neandertalske prehrane diljem Europe, te da je korištenje biljne hrane vjerojatno bila neznatna. Neandertalci nestaju prije oko 30 000 godina.
Neki nalazi, premda malobrojni, govore i o obradbi drva i kosti u srednjem paleolitiku (starije kameno doba). Tada se i prvi put kameni alati uglavljuju u držalo. Kao držalo je služio obrađen komad drva u koji se alat, primjerice strugalo, mogao uglaviti i učvrstiti kožnom omčom ili pak zalijepiti smolom (na lijepljenje smolom ukazuje kemijska analiza nekih nalaza). Drške su se također izrađivale od kosti ili roga. Pronađeni su koštani šiljci i različiti koštani alati (prije oko 50 000 godina). U staništima neandertalaca pronađeni su nalazi crvenog okera ili drugih crvenih (željezovi oksidi) i crnih (manganov dioksid) pigmenata koji ondje nisu nastali prirodnim putem, nego su doneseni s drugih mjesta.

### Kultura gornjega paleolitika
Prije otprilike 40 000 godina opaža se kulturalna prekretnica. To je početak kasnog ili gornjeg paleolitika, koji traje od prije 40 000 godina do prije 10 000 godina (kad počinje neolitik). Dok su neandertalci proizvodili jednostavne, višenamjenske alate od materijala koji su zatekli, moderni ljudi (Homo sapiens) su počeli proizvoditi mnogo raznolikih specijaliziranih alata. Gornji paleolitik obilježava velika raznolikost alata, uporaba učinkovitijeg lovačkog oružja, podjela poslova i specijalizacija, simbolika u špiljskom slikarstvu, skulpturi i ukopima pokojnika. Trajnije zadržavanje na istome mjestu pogodovalo je specijalizaciji u proizvodnji pojedinih predmeta. Specijalizacija se očituje u povećanju broja tipova kamenih alatki, koji su brojniji i raznolikiji u usporedbi sa srednjim paleolitikom i sada ih možemo prepoznati stotinjak. Kao materijali se koriste kamen, kost, rog, drvo, slonovača, školjke i koža. 
U ovo doba spadaju i najstariji poznati dokazi o jamskom rudarstvu, kojem korijeni sežu i do 20 000 godina u prošlost, sve do doba prvih rudnika kremena u Australiji. Kremen je vađen iz špilje duge oko 300 metara, do koje se stizalo nakon teškog spuštanja 60 metara u dubinu s ravnice nad ulazom. Očigledno se je morala koristiti i umjetna rasvjeta. 
Među kamenim alatima gornjega paleolitika istaknuto mjesto zauzimaju sječiva, premda se ona javljaju i mnogo prije. Glavna novina u odnosu na srednjopaleolitička sječiva je u postupku izradbe. U srednjem paleolitiku, počevši od prije otprilike 100 000 godina, sječiva su izrađivana izravnim odbijanje tvrdim čekićem, a u gornjem se paleolitiku za to počeo rabiti mekani čekić (palica od roga, kosti ili tvrdoga drva). Paleolitički su ljudi često nastanjivali špilje. Kad ih nije bilo gradili bi nešto njima dosta slično. Zidne slike prikazuju lagane ljetne kolibe od granja. Nema dvojbe da su saonice starije od kotača i da su ih lovci kamenog doba poznavali puno prije povlačenja leda.

#### Koža
Od doba gornjeg paleolitika koža je imala golemu ulogu u drevnom gospodarstvu. Koža različitih stupnjeva tvrdoće i podatnosti je služila za mnoge svrhe za koje je kasnije korištena keramika ili tkanina. Paleolitički su ljudi koristili kože mrtvih životinja za odjeću i donekle za šatore i posude, ali ne znamo kad su ljudi naučili kako kožu obraditi tako da bude trajna – struganjem i kemijski. Postoje brojni ostaci strugača od kosti i kamena, ali je vjerojatno trebalo mnogo vremena da se nauči da je poželjno ostaviti samo središnji sloj, a maknuti gornji, s krznom ili runom, i donji, mast i meso. Vjerojatno je još više trebalo da se nauči kako očuvati takvu kožu. Donedavno su Eskimi dimili kože. Drugi postupci očuvanja su soljenje, sušenje na suncu. U drevnom Egiptu se rabilo štavljenje pomoću stipse, često u kombinaciji sa solju. Najvažniji postupak je koristio tanin i smatra se da potiče od namakanja koža u šumskim mlakama ili od navike bojenja biljem pomoću umakanja. Glavni je izvor bio hrastova kora ili hrastove šiške. Štavljenje se provodilo umakanjem koža u niz jama ili korita, prvo u najstariju, tj. najslabiju tekućinu. Proces je trajao više od godinu dana. Koža za đonove je udarana čekićem da bi bila trajnija, za odjeću impregnirana masnoćom dok je još vlažna.

#### Prijelazne kulture
Neandertalac i moderni čovjek su dugo živjeli zajedno u istim područjima, osobito na Bliskom istoku. U kratkom rasponu od nekoliko tisuća godina nalazimo niz prostorno i vremenski ograničenih prijelaznih kultura, koje u sebi sadrže musterijenske i gornjopaleolitičke elemente. Primjer je šatelperonijenska kultura, koja se javlja prije otprilike 40 000 godina, a ograničena je na sjevernu Španjolsku, te zapadnu i središnju Francusku. 

#### Orinjasijenska kultura
Prvom pravom gornjopaleolitičkom kulturom obično se smatra orinjasijenska kultura (prema nalazištu Aurignac u Francuskoj). Većina znanstvenika je pripisuje ranim modernim ljudima, ali nije nemoguće da je bila povezana i s neandertalcima. Datirana je približno između 40 000 i 20 000 godina prije sadašnjosti. Ovoj kulturi pripadaju najraniji primjeri špiljske umjetnosti, stari oko 31 000 godina. Najstarija obojena lanena vlakna pronađena su u Gruziji i stara su oko 38 000 godina.

#### Gravetijenska kultura
Za Moravsku u doba gravetijenske kulture (datirane približno između 32 000 i 22 000 godina prije sadašnjosti a nazvana je prema mjestu La Gravette u Francuskoj gdje je prvi puta zabilježena) znamenita je najranija pojava keramike (pečene gline) u obliku figurica, a posebno onih koje prikazuju žene, često trudnice, naglašenih oblina, popularno poznate kao paleolitičke Venere. Takve su figurice bile izrađivane od kamena, kosti, bjelokosti ili keramike, a nađene su na širokom području od Pirineja do Dona. Iz ovog razdoblja potiču najstariji dokazi pletenja i tkanja. Radi se o otiscima tkanine, košara i mreža u komadićima gline koji su nađeni u Češkoj, a stari su oko 27 000 godina. Vjerojatno su paleolitički ljudi izrađivali košare, prostirke i čak užad prije tkanine, koja zahtijeva uporabu ispredene niti i obrazac tkanja putem ukrštanja potke i osnove. Čini se da iz ovog razdoblja potiče vreteno i neka vrsta tkalačkog stana.

#### Solitrejenska kultura
Vrhuncem izradbe paleolitičkih kamenih alata obično se smatra razdoblje solitrejenske kulture (prema nalazištu Solutré u Francuskoj), koja se pojavila prije više od 20 000 godina, a trajala je do prije otprilike 18 000 godina (tada počinje izrazito zahlađenje, zadnji maksimum zadnjeg ledenog doba, kad je prosječna temperatura bila desetak stupnjeva niža nego danas, a razina Jadranskog mora stotinjak metara niža). Za tu su kulturu svojstveni šiljci fine i precizne izrade. Smatra se da je izradba takvih šiljaka ponekad uključivala toplinsku obradu, koji se vjerojatno tu prvi put javlja. Radi se o grijanju kamena u jednom koraku proizvodnje alata, koji se nakon hlađenja nastavlja obrađivati, čime se znatno poboljšava obradivost. Pri tome se kamen nije smio izravno izložiti vatri, već postupno grijati na temperaturi od oko 300 °C i zatim pustiti da se polako hladi. Izradba takvih šiljaka zahtijeva veliku vještinu cijepanja kamena, što podrazumijeva izrazitu specijalizaciju osoba koje su svladale tu tehnologiju.
Ovoj se kulturi pripisuju i nova lovačka oružja, primjerice uporaba palice s kukom ili izbacivač koplja. Njegovim korištenjem se povećava brzina koplja, a time njegova ubojitost. Uz pomoć izbacivača se moglo loviti s veće udaljenosti, što je lov učinilo sigurnijim. Vrlo je vjerojatno da su u tom razdoblju izumljeni luk i strijela, premda pouzdani dokazi njihova postojanja datiraju iz kasnijeg razdoblja. Najstariji poznati kameni vršci za strelice nađeni su u Španjolskoj, a stari su oko 18 000 godina. Najstariji nađeni bumerang star je oko 21 000 godina, a nađen je u Poljskoj. Načinjen je od drveta, a raspon mu iznosi oko 70 centimetara. 
S ovim se razdobljem povezuje najstariji pouzdan nalaz koštane igle s ušicom, što ukazuje na neku vrstu šivanja u tom razdoblju. U nalazištima je potvrđena proizvodnja tekstila, mrežica i košara za oblačenje, lov i kućanstvo.

#### Magdalenijenska kultura
Magdalenijenska kultura počinje prije otprilike 17 000 godina i traje do prije oko 10 000 godina. Odlikuje ju izraženo korištenje kamenih mikrooštrica u vrhovima kopalja i u harpunima. U toj je kulturi vrhunac doživjela izradba predmeta od kosti. Izrađuju se figurice, šiljci, harpuni, izbacivači kopalja i udice. Najstarije udice (nazubljeni ulomci kostiju, bez kukice, koji su se vezali za uzicu) nađene su u Europi i Africi, a stare su oko 14 000 godina. Toj kulturi pripada većina poznatih špiljskih slikarija. Umjetnost gornjopaleolitičih ljudi dijelimo na zidnu umjetnost (slikarije i gravure na kamenim zidovima) i pokretnu ili kućnu umjetnost (nalazi pronađeni uz druge rukotvorine).

## Tehnologija mlađeg kamenog doba
Prijelaz sa skupljanja hrane na proizvodnju hrane je bio najveći napredak tehnologije, neki smatraju najvažniji uopće u povijesti. U područjima prikladnim samo za napasanje stoke dovela je do pastirskog nomadizma ili stočarstva; u drugim područjima je dovela do obrade zemlje i seoskog načina života, tj. stalnih naselja. Tako je počeo neolitik ili mlađe kameno doba. Neolitička je revolucija korjenito promijenila život ljudi, ali i njihovu okolinu. Taj novi način života u biti određuje čovjekov sustavni trud da promijeni okoliš odabranih biljaka i životinja s ciljem povećanja njihove produktivnosti i korisnosti. Neolitička društva, zasnovana na udomaćenim biljkama i životinjama, nastala su neovisno u različitim dijelovima svijeta nakon 8500. pr. Kr.: Bliski istok, Indija, Afrika, Sjeverna Azija, Jugoistočna Azija, Srednja i Južna Amerika. 
Prije otprilike 10 000 godina došlo je do posljednje velike klimatske promjene, koja označava početak holocena ili odledbe. Dolazi do povlačenja leda na sadašnje pozicije, a razina mora je naglo narasla zbog otapanja ledenog pokrova i ledenjaka. Povećanje količine padalina pred početak holocena u ekvatorijalnim područjima promijenilo je narav velikih rijeka, porasla je količina vode u rijekama poput Nila, Konga i Nigera. Klimatske promjene su utjecale na floru i faunu. Tundre su postale šume, suha područja su postala savane. Mnogi veliki sisavci su izumrli, iz klimatskih i/ili kulturalnih razloga, a među njima i oni važni za čovjeka (poput mamuta). Neke su se čovjeku važne vrste povukle na sjever, skupa s tundrama. Ljudske su se zajednice morale prilagoditi tim promjenama u okolišu. Neke su slijedile uobičajenu lovinu, koja se selila na sjever, i tu su nastavile živjeti na tradicionalan način, zasnovan na lovu i ribolovu. To su prethodnici, premda vjerojatno ne i izravni predci, naroda poput Laponaca, Eskima i Samojeda. Druge skupine, prije svega one koje su živjele u umjerenim klimatskim predjelima, na područjima koja su sada prekrile šume, počele su se prilagođavati novom okolišu.
Zbog nestanka i migracije krda iz stepa i tundra, ljudi su počeli loviti u šumi, gdje je lov teži, a love se pojedinačne životinje poput jelena ili vepra. Zbog toga su sve češće, a možda i isključivo, počeli rabiti luk i strijelu, izum koji seže u doba gornjeg paleolitika. Takvi uvjeti lova objašnjavaju i zašto je čovjek u međusobno udaljenim krajevima uspio pripitomiti vuka. Predak psa je lovcima bio od velike koristi jer je mogao istjerati divljač iz šume. Za lov u šumama je potrebno manje lovaca, a ulov nije dovoljan za prehranu velike skupine. Stoga se smanjio broj obitelji u zajednicama. S druge strane, ribolov je postao važniji – nalazimo vrške od kostiju i rogova koji su bili dijelovi harpuna ili ostiju, udice, vrše od šiba, kanue od debla. Neke su se zajednice nastanile duž obala rijeka i jezera i uz morsku obalu. Promjene u okolišu ponudile su nove izvore, koje je čovjek odmah iskoristio: jaja ptica, puževe i mekušce, voće, jestivo bilje i korijenje.
Pri određivanju neolitika, uz proizvodnju hrane valja spomenuti i proizvodnju predmeta od keramike i bakra, poznavanje tkanja, te glačanje nekih predmeta od kamena.

### Natufijenska kultura
U nalazištima natufijenskih kultura na području Bliskoga istoka (oko 10 500. pr. Kr. – 8500. pr. Kr.) imamo jasne dokaze početaka poljodjelstva. Po prvi put nalazimo kameni alat koji pokazuje obrazac trošenja svojstven za žetvu žitarica. Nalazi se također mnoštvo kamenih ručnih žrvanja, tučaka, batova i posuda koji pokazuju tragove duge uporabe. Takvo je teško kamenje ponekad donošeno s udaljenosti od 30 kilometara, što se ne zapaža u prethodnim razdobljima. Istraživanja trošenja zuba ukazuju na prehranu žitaricama, no ti su ljudi i dalje lovili divlje gazele, jelene, koze i magarce. U natufijenskim kulturama nalazimo i novi tip naselja. Neki od osnovnih logora su mnogo veći nego oni iz prijašnjih vremena, i do 1000 m2, i moguće je da su ljudi u njima živjeli pola godine ili duže. U nekim se opažaju kameni temelji. Neke su natufijenske skupine nastavile živjeti u pokretu, no neke su se uspostavile sjedilačke zajednice. Jedno takvo naselje u današnjem Izraelu je činilo oko 50 koliba ukopanih u tlo, promjera 2,5 m do 9 m, s rupama za skladištenje divljih žitarica.

### Pripitomljavanje životinja
Pripitomljavanje životinja je započelo nešto ranije nego poljodjelstvo i njegova je glavna tehnička povijest dovršena mnogo ranije. Životinje su korisne na različite načine. Neke od njih pretvaraju nama nejestive biljke (travu) u jestivo meso. One su hodajuća hrana, hrana koja se ne kvari dok ju ne koristimo. One daju vrijedne dodatne proizvode, koji su bili sve više korišteni tijekom razvoja neolitika: množe se i daju nove životinje; kokoši nesu jaja; krave, ovce, koze i konji daju mlijeko – sirevi i mliječni napitci održavaju stočarska društva Azije. Izmet je kasnije postao važan kao gnojivo i gorivo. Životinje daju kožu iz koje se mogu izraditi razni proizvodi, ovce daju runo. Na neolitičkim tkalačkim stanovima vuna je prvi put ispletena u tkaninu. Životinje daju snagu za vuču i nošenje.
Spiljski ostaci daju neke naznake poretka pripitomljavanja, koji se čini vjerojatan. Prvi su došli strvinari, iz prije navedenih razloga, prije svih pas i, u ranijem periodu, šakal, te svinja (do 7000. pr. Kr.). Zatim dolazi skupina životinja koje u divljini sezonski sele (migriraju) i koje su stoga možda u nekoj mjeri došle u odnos s čovjekom dok je još bio nomad. To su sob, koza (Iran, do 7500. pr. Kr.) i ovca (sjeverni Irak oko 8500. pr. Kr.). Pripitomljavanje goveda, koje, barem u početku, zahtijeva sjedilački život, sigurno pripada vremenu ratarstva. Prvo poznato pripitomljeno govedo je iz vremena oko 6500. pr. Kr., s juga današnje Turske. Tom periodu pripada i izrada košnica za pčele (oko 3000. pr. Kr.), koje su do modernog vremena bile glavni izvor zaslađivača. Uz ljude koji uzgajaju žito sami su sebe udomaćili miš, štakor i domaći vrabac. Domaće patke se javljaju do 2500. pr. Kr. na Bliskom istoku, a guske do 1500. pr. Kr. u Europi.

### Prijevoz
Posljednju skupinu udomaćenih životinja čine životinje pripitomljene prije svega za prijevoz: magarac, konj, ljama i deva. Čini se da su konj i deva zadnji, njihova uporaba gotovo da nije zabilježena prije 2000. pr. Kr. No za konja postoje i drukčija mišljenja. Ipak, najstariji čvrsti dokazi o udomaćivanju konja potiču iz oko 3000. – 4000. pr. Kr. To su konjski zubi iz nalazišta u južnoj Ukrajini, a koji pokazuju tragove trošenja zbog struganja žvala u ustima. Te su vjerojatno bile izrađene od konopa, jer najstarije poznate metalne konjske žvale potječu iz oko 1500. pr. Kr. Ljama je udomaćena u Peruu do 3500. pr. Kr., magarac do 3000. pr. Kr. na Bliskom istoku, deva do 3000. pr. Kr.
Pouzdano znamo da je magarac korišten za prenošenje tereta u drevnom Egiptu početkom ranog dinastičkog perioda, oko 3000. pr. Kr. Budući da je u to vrijeme u Mezopotamiji već bio upregnut u vozilo, možemo pretpostaviti da je kao teretna životinja do tad već služio kroz mnoga stoljeća. Do 2000. pr. Kr. karavane natovarenih magaraca su na Bliskom istoku postale uobičajene. 
Najstarija poznata plovila su izdubljena velika debla iz oko 9000. pr. Kr. (Nizozemska, Danska, Njemačka, Finska). Neka takva plovila pronađena u Danskoj, a načinjena oko 5000. pr. Kr., duža su od 10 metara. Takva su polovila pronađena i u drugim dijelovima svijeta: primjerice, u Japanu (oko 7500. pr. Kr.), u Nigeriji (oko 6000. pr. Kr.) itd. Neki su takvi čamci bili duži od 30 metara.

### Poljodjelstvo
Poljodjelstvo u najjednostavnijim oblicima zahtijeva raščišćavanje i usitnjavanje ne pretjerano suhog površinskog tla, sijanje i pokrivanje sjemena, uništavanje korova i zalijevanje, žetvu i sigurnu pohranu uroda uz odvajanje sjemena za sljedeću sjetvu. Za svaku se sjetvu isprva moglo naći nedirnuto tlo (ekstenzivna poljoprivreda), ali kad je postalo nužno ili poželjno obrađivati isto tlo iz godine u godinu, javila se potreba za dubljom obradom, da se odloži iscrpljivanje tla. Tu je ključan bio izum pluga, koji se je u cijelosti razvio tek kad se je tijekom srednjeg vijeka čovjek suočio s obradom teških tala sjeverne Europe. U drevnoj Mezopotamiji i Egiptu pak je veći problem bilo navodnjavanje.
U stanovitom smislu ratarski alati prethode ratarstvu. Žetelački nož ili srp je izvorno razvijen za rezanje divljih trava. U Mezopotamiji je rađen od pečene gline. U Europi u najprimitivnijem obliku ima dršku od roga, užljebljenu za kremeno iverje (mikrolite). No najuobičajeniji oblik je kratka drvena drška na koju je pričvršćena kremena oštrica. Poravnate i izglačane kamene sjekire i bradve, karakteristične za neolitik, imaju svoje mjesto i u lovačkom i u poljodjelskom gospodarstvu. Poboljšana sjekira, pomoću koje je počelo krčenje europskih šuma, sigurno je pomagala i u lovu. Bradva, koju smatramo drvodjeljskim alatom, bila je rabljena i kao motika.
Neolitički ljudi nisu koristili plug, već su, kad je bilo potrebno, raščišćavali zemlju koristeći kamene sjekire, kultivirali su polja koristeći motike i štapove za kopanje. Početno su jednostavni štapovi za kopanje korišteni za sađenje sjemena, a kasnije su oni preoblikovani u svojevrsnu motiku. Zrnje je mljeveno u mlinovima načinjenim od dva kamena. Neolitički alati su se i dalje sastojali od malog okresanog kamenja, korištenog, npr. u srpovima, ali je dopunjeno većim, često poliranim alatima poput sjekira, kamenja za drobljenje, mužara i tučka. Rogovi životinja su bili korisni kao štapovi za kopanje i krampovi. U ranom neolitičkom razdoblju alati su najviše izrađivana od kamena: kameni noževi, kamene sjekire s drškom od kosti, čekići, pijuci, kameni batovi, kameni vrhovi za koplja i strijele.

### Lončarstvo i nastambe od opeke
Lončarstvo je nova tehnologija koja čini ključni dio neolitičke revolucije, a pojavilo se neovisno na više mjesta. Paleolitički su ljudi proizvodili keramiku od pečene gline, ali ništa u njihovom gospodarstvu ne iziskuje daljnji razvoj te tehnike. Neke skupine iz kasnog paleolitika su već primijetile da se glina stvrdnjava u vatri (figure od terakote iz Moravske).

#### Glinene posude
Najstarije poznate keramičke posude su napravljene u Japanu prije 12 000 godina, još u doba paleolitika, dok se u drugim područjima pojavljuju početkom neolitika. Prije otkrića keramike čovjek je za pohranu i prijenos tekućina rabio izdubljene tikve ili kožne mješine, a za krute tvari košare od prepletenih vlakana, te posude od kamena i drveta. Prve keramičke vaze često imaju oblik tih posuda ili oponašaju njihove ukrase. Neolitičke su zajednice koristile žbuku u gradnji i lončarstvo je moglo nastati iz tehnika ožbukavanja košara. 
Lončarstvo se vjerojatno razvilo iz izrade košara i sigurno nije postalo važno sve dok neolitski čovjek nije prihvatio sjedilački način života – žitarice i mahunarke koje su činile velik dio njegove prehrane zahtijevaju dugo kuhanje u posudi koja može podnijeti toplinu. Tek tada imamo slučaj raširene uporabe posuda koje se razbijaju jednako lako kako se i izrađuju. No teže je napraviti posudu nego figuricu. Treba naučiti očistiti glinu i dodati joj sijeno ili komadiće kamena ili školjke kako ne bi bila premasna i iskrivila se tijekom sušenja i pečenja. Zatim treba naučiti oblikovati vazu i ostaviti je da se suši na suncu prije pečenja.

#### Lončarsko kolo
Negdje između 6000. pr. Kr. i 4000. pr. Kr. došlo je u drevnoj Mezopotamiji do inovacije u lončarstvu. Dotad su predmeti izrađivani pomoću kalupa ili slaganjem glinenih prstenova. No u ovo se doba počinje rabiti primitivno lončarsko kolo. Bio je to u početku naprosto okrugli stolić koji se mogao vrtjeti na vertikalnoj osovini i koji se vrtio štapom ili rukom. Taj je izum znatno ubrzao postupak izrade keramičkih predmeta i zacrtao put daljnjeg razvoja, k pravom lončarskom kolu, mnogo stoljeća kasnije.

#### Pečenje gline
Tajna lončarstva je u tome da iz gline izlazi voda kad se ona peče na vatri, što ju pretvara u umjetni kamen. Neolitičke su peći davale temperature do 900 °C. Kasnije, u Brončanom i Željeznom dobu, ta je neolitička pirotehnologija omogućila razvoj metalurgije. Najstariji poznati postupak pečenja keramike je jamsko pečenje. Posude se slože u jamu iskopanu u zemlji i pokriju gorivom. Napunjena se jama zapali i nadgleda dok ne gorivo posve ne izgori. Najviša temperatura koja se može postići na ovaj način je oko 1100 °C. Od oko 6000. pr. Kr. imamo prve dokaze o uporabi peći za pečenje keramike u Mezopotamiji. To je omogućilo odvajanje posuda od vatre i time veće mogućnosti različitih oblika i boja lončarije.

#### Glinene opeke
Na Bliskom istoku, gdje nema toliko drvene građe, seljaci su istočno od Tigrisa, od početka neolitika i prije uporabe pečene keramike, gradili svoje kuće od isušene gline (tj. opeka sušenih na suncu) i od doba Jerihona postoje primjeri zidina od opeke, s utorima za drvene grede. U suhoj klimi takve građevine traju dugo. U Mezopotamiji je glina ostala glavni građevinski materijal tijekom 6000 godina. U dolini Nila, pak, ima kamena, no na njega je država imala monopol, a glina je bila građevinski materijal za većinu. Glina je za opeke pripravljana dodavanjem vode i nasjeckane slame ili balege, da bi se spriječilo pucanje ili iskrivljavanje. Nakon toga su, isprva rukama, a kasnije u pravokutnim drvenim kalupima bez dna, oblikovane opeke i ostavljene da se suše, uz preokretanje. Uz dodavanje više vode ista je mješavina gline korištena i za žbuku i za zidanje. Kuće od opeke sušene na suncu nalazimo u Jerihonu već oko 9000. pr. Kr.

### Tkanje
Pripitomljavanje koze, ovce i ljame je dovelo do izuma tkanja, ali tek nakon određenih mutacija do kojih je došlo zbog pripitomljavanja. Tek je tada runo tih životinja postalo pogodno za predenje i tkanje. Vunena je odjeća postupno zamijenila odjeću od kože ili krzna. Ljudi su ubrzo naučili rabiti i biljne vrste, poput lana, koji se u zapadnoj Aziji, Egiptu i Europi već uzgajao kao uljarica, te pamuka, koji se počeo uzgajati u Indiji i srednjoj Americi. Postoje dokazi o pletenju prostirki i košara iz vrlo ranih vremena. Nije poznato je li u to doba izrađivana odjeća od niti, ali su na mnogim mjestima nađena primitivna vretena.
Tkanine su se nezavisno pojavile u različitim dijelovima svijeta. Tek je u neolitiku potreba za odjećom i posudama narasla do mjere u kojoj su tehnike tkanja procvale. Komad platna od konoplje pronađen u Çatal Höyüku (Turska) star je oko 10 000 godina. Najstariji ostaci iz Egipta stari su oko 7000 godina (prostirke, spiralne košare i primitivne tkanine), a najstarija pronađena užad iz tog područja je nekoliko stoljeća mlađa. Proizvodnja tkanina zahtijeva više međusobno povezanih tehnika: striženje ovaca ili uzgajanje lana ili pamuka; preradu sirovoga materijala; predenje niti; izradu tkalačkih stanova; bojanje prediva; tkanje tkanine. 
U košaraštvu su korišteni trska, šaš i trave, ali glavni materijal za tkanine na drevnom Bliskom istoku je bio lan, koji je uzgajan i zbog ulja i uzgoj kojeg je bio dobro uspostavljen do 3000. pr. Kr. Za uporabu treba odvojiti vlakna od ostatka stabljike, najprije namakanjem, radi omekšavanja, te potom grebanjem i češljanjem.

### Uporaba kovina irudarstvo
U neolitičkom okruženju su stotine tehnika, malih i velikih, oblikovale novi način života. Ljudi su tijekom neolitika gradili trajne strukture od drveta, opeka i kamena, koje svjedoče o velikom obrtničkom umijeću, a razvili su čak i svojevrsno kovinarstvo, rabeći komade sirovog bakra koji se mogu naći u prirodi. Primjerice, za znamenitog Ledenog čovjeka, smrznutu mumiju koja se pojavila 1991. zbog povlačenja ledenjaka u Alpama, najprije se mislilo da pripada nekoj kulturi Brončanog doba, jer je nosio bakrenu sjekiru. No pokazalo se da je živio oko 3300. pr. Kr. Bio je to neolitički čovjek s oružjem od hladno kovanog metala. 
Metalurgija je prva strateška tehnologija, ona je omogućila napredak u ogromnom području tehnologije, koje ne bi bilo osvojeno korištenjem drveta ili kamena. Uporaba kovina je omogućila nove i prije nezamislive alate i oruđa. Prva kovina koju su ljudi rabili je bakar, no moguće je da je i prije njega korišteno meteoritsko željezo i zlato. Dokazi o korištenju sežu do 9000. pr. Kr. Bakreni privjesak nađen u sjevernom Iraku datiran je na 8700. pr. Kr. Za razliku od željeza, bakar se može naći u prirodi u metalnom stanju, kao komadi kovine pomiješani s rudama. No te su prirodne zalihe metalnoga bakra brzo iscrpljene. 
Prirodno željezo u metalnom stanju je isključivo meteoritskog podrijetla i postoje neki dokazi ranog korištenja takva željeza. Rude bakra se mogu naći u sjevernoj Siriji i Turskoj, gdje su se oblikovale rane ratarske zajednice. Stoga su ljudi vjerojatno naišli na metalni bakar, privučeni njegovom zelenkastom bojom. Za razliku od kamena, ta se kovina ne može pretvoriti u alat odbijanjem dijelova, ali se može lako savijati i kovati, i stoga je u početku rabljena za male ukrase. Bakar je toliko mekan da je uglavnom nekoristan za izradbu većine alata i oružja. Korišteni su i zlato i srebro, ali vrlo rijetko.
Budući da je bakar relativno mekan lako ga se može hladno kovati kamenim čekićima. Hladno kovanje može gotovo udvostručiti tvrdoću bakra, gotovo do tvrdoće čistoga željeza, ali je bakar tada krhak i vrlo lako puca. No lagano zagrijavanje može očvrsnuti bakar, koji se nakon toga može hladno kovati, čime se mogu dobiti prilično dobri alati. Neke od najranijih izrađevina od bakra su nađene u Anatoliji (Turska), a datiraju iz otprilike 7000. pr. Kr. Najpoznatije su bakrene kuke i šila iz Çayönü Tepesi na istoku Turske. Tu se opažaju neki od najranijih pokušaja obradbe bakra pomoću vatre (pirotehnologija) uz hladno kovanje. Kuke i šila su bili zagrijavani i tada kovani u željeni oblik, ali kovači sigurno nisu znali kako kaljenje i hladno kovanje utječu na bakar, jer su predmeti ostavljeni u mekom stanju, bez završnog kovanja. Zanimljivo je spomenuti da je oko 6500. pr. Kr. u Çayönü Tepesi korištena žbuka od gipsa, koji se dobiva zagrijavanjem vapnenca na oko 900 °C, ali nema nalaza pečene lončarije. Izrađevine od bakra su nađene i u jednom od najranijih gradova, Çatal Höyüku (današnja istočna Turska), a datiraju iz oko 6000. pr. Kr.

#### Lijevanje i taljenje bakra
Znakovi lijevanja bakra opažaju se oko 5500. pr. Kr. Najstariji poznati predmet izrađen od lijevanog bakra je bakreno dlijeto nađeno u Prokuplju u Srbiji, a datira se oko 5500. pr. Kr. U isto doba spada jedno od najvažnijih otkrića u povijesti: dobivanje bakra iz njegovih mineralnih sirovina ili ruda. To je otkriće imalo golem utjecaj na razvoj društva tijekom sljedeće dvije tisuće godina. Ona je dala novi materijal, dovela do izuma bronce, boljeg materijala za izradu alata, ali i osigurala tehnologiju za uporabu željeza nekoliko stoljeća kasnije. Taljenje bakra vjerojatno se je razvilo iz opažanja produkata peći za pečenje keramike. 
Taljenje bakra iz rude podrazumijeva miješanje rude s nekim prikladnim gorivom, poput drvenog ugljena ili drveta, i stavljanje mješavine u vatru. Obične vatre u ognjištima ili pećima za keramiku nisu mogle dati temperature potrebne za taljenje bakra (oko 1100 °C). Stoga je moguće da su za podjarivanje vatre i postizanje potrebne temperature korištene puhaljke načinjene od trske. Rastaljena se je kovina nakupljala na dnu, dok su se nečistoće u obliku šljake (troske) uklanjale s površine.

#### Željezo
Povijest metalurgije željeza započinje još u prapovijesno doba, ali se ne zna da li je prvo željezo proizvedeno slučajno, kad je prapovijesni čovjek naložio vatru na ležištu čiste željezne rude ili je koristeći se već stečenim iskustvom u topljenju bakarne rude primijenio isti postupak na željeznu rudu. Taj postupak je bio prilično jednostavan: u plitkom ognjištu se željezna ruda pokrila drvenim ugljenom, koji se zatim zapalio, pa je ispod vatre nastala gnjecava i spužvasta željezna masa (spužvasto željezo). Da bi se iz spužvastog željeza dobilo tehničko željezo ili čelik ovisilo je prije svega od kvalitete željezne rude. 
Plitko ognjište je bilo vrlo jednostavne konstrukcije. Sastojalo se od gnijezda oslonjenog na jedan zid, kroz koji je prolazila mlaznica mijeha za raspirivanje vatre. Gnijezdo se je ispunilo izmjenično slojevima željezne rude i drvenog ugljena, koji su se zatim zapalili. Puhanjem zraka kroz mijeh povisila bi se temperatura, tako da bi iz drvenog ugljena nastajao ugljikov monoksid, koji je vezao kisik iz željezovih oksida (uglavnom hematit), te se dobivalo spužvasto željezo i ugljikov dioksid. Pri tome je dobar dio željeza i dalje ostao vezan s kisikom (željezovi oksidi), te zajedno s nečistoćama kao tekuća troska otjecao iz ognjišta. Spužvasto željezo se skupljalo na dnu ognjišta sve dok ga ne bi potpuno ispunilo, pa bi se izvadilo i kovanjem bi se istiskivali ostaci troske i nečistoća (kovano željezo). Omjer između težine željezne rude i drvenog ugljena je bio otprilike 1 : 4. Ovim postupkom se dobivalo tek oko 12,5% željeza iz željezne rude, a težina spužvastog željeza je iznosila do 70 kilograma. Ovakva plitka ognjišta su se održala u Štajerskoj i Šleziji sve do 18. stoljeća.

#### Rudarstvo
Kremen je u Starom svijetu tisućama godina bio ključni materijal za izradu alata i kad je potražnja za kremenim sjekirama (kojim su prvi ratari krčili tlo) nadišla ponudu iz površinskih kopova, otvoreni su podzemni rudnici. Oko 4000. pr. Kr. u zapadnoj je Europi otvoreno mnogo rudnika kremena. Okna su bila duboka od 10 do 15 metara. Korišteni su trnokopi od jelenjih rogova i lopate od goveđih lopatica. Kopanje bakra je počelo još oko 4500. pr. Kr., u današnjoj Srbiji. Rudnici su bili duboki do 20 metara. Balkan je postao jednim od glavnih izvora bakra u Starom svijetu. Najstariji rudnici su u planinskim područjima sjevernog Iraka, Libanona, Sirije, Anatolije i Balkana.

### Neolitička astronomija
Mnoštvo dokaza pokazuje da su mnogi, a možda i većina, neolitičkih naroda sustavno motrili nebo, napose gibanja Sunca i Mjeseca, te su podizali astronomski uređene građevine koje su služile kao kalendar godišnjih doba. Najbolje poznati primjer je Stonehenge u jugozapadnoj Engleskoj (tu se neolitičke zajednice javljaju do 4000. pr. Kr.). 82 komada kamena mase oko 5 tona su dopremljena iz Walesa, s udaljenosti od 240 kilometara. U jutro ljetnog suncostaja (21. lipnja) Sunce izlazi duž glavne osi građevine i na vrh kamenog stupa postavljenog izvan nje. Čini se da je izgrađen da bi označio krajnje i srednje točke sezonskih gibanja nebeskih tijela duž obzora (horizonta) pri izlasku i zalasku, što ukazuje na sustavna opažanja i svijest o pravilnostima nebeskih gibanja.